# Blepharida franclemonti
Blepharida franclemonti là một loài bọ cánh cứng trong họ Chrysomelidae. Loài này được Furth miêu tả khoa học năm 1992.